# Bohumil Jakubka
Bohumil Jakubka (25. listopadu 1873 Všetaty – ???) byl český a československý politik, meziválečný poslanec Revolučního národního shromáždění a senátor Národního shromáždění ČSR za Československou sociálně demokratickou stranu dělnickou.

## Biografie
Podle údajů k roku 1918 byl profesí předsedou Československého odborového sdružení. V roce 1920 se zmiňuje coby tajemník nemocenské pokladny v Praze. Příručka Národního shromáždění z roku 1924 ho uvádí jako předsedu Sdružení kovodělníků.
V letech 1918–1920 zasedal za Československou sociálně demokratickou stranu dělnickou v Revolučním národním shromáždění.
V parlamentních volbách v roce 1920 získal za sociální demokraty senátorské křeslo v Národním shromáždění. Senátorem byl do roku 1925.